# Mamuka Bachtadze
Mamuka Bachtadze (gruzínsky მამუკა ბახტაძე; * 9. června 1982 Tbilisi) je gruzínský politik, představitel strany Gruzínský sen, od 20. června 2018 do roku 2019 premiér Gruzie. V letech 2017–2018 byl ministrem financí.
Vystudoval ekonomii na Státní univerzitě v Tbilisi a elektroinženýrství na Gruzínské technické univerzitě. Titul MBA pak získal na Lomonosovově univerzitě v Moskvě a na vysoké škole INSEAD. Poté působil v byznysu, nejprve ve správní radě Gruzínské mezinárodní energetické korporace, v letech 2013–2017 pak byl generálním ředitelem státní firmy Gruzínské železnice. V roce 2017 se stal ministrem financí, avšak poté, co premiér Giorgi Kvirikašvili rezignoval kvůli sporům s vůdcem své strany Gruzínský sen, oligarchou Bidzinou Ivanišvilim, nastoupil na jeho místo. Za hlavní úkol ve funkci premiéra považoval dovést Gruzii do Severoatlantické aliance.